# Завод азотних добрив у Віджайпурі
Завод азотних добрив у Віджайпурі – підприємство індійської хімічної промисловості, майданчик якого знаходиться на півночі країни у штаті Мадг'я-Прадеш.
В 1988 та 1997 роках у Віджайпурі ввели в дію дві черги, кожна з яких може виробляти 1520 тон аміаку та 2620 тон сечовини на добу. В 2012-му вони пройшли модернізацію, після якої їх річна потужність визначена на рівні 1 млн тон та 1,07 млн тон відповідно. Фактичний випуск сечовини може перевищувати номінальні проектні показники, так в 2016/2017 бюджетному році перша та друга черги виробила 10,6 млн тон та 11,4 млн тон сечовини відповідно.
Кожна з черг має власну електростанцію із трьох турбін потужністю по 17 МВт.
Головну сировину завод отримує по перемичці довжиною 3,5 км з діаметром 450 мм із газового хабу у Віджайпурі, куди природний газ надходить по системі Хазіра/Дахедж – Віджайпур із наступною підготовкою на газопереробному заводі Віджайпур. У випадку настачі природного газу, завод може замістити 50% сировини на суміш легких нафтопродуктів – naphtha (також є цінною нафтохімічною сировиною і використовується установками парового крекінгу).
Завод належить компанії National Fertilizers Ltd.